# Mlýnské kolo v srdci mém
Mlýnské kolo v srdci mém je desáté a poslední studiové album Hany Hegerové nahrané v LineArt a Hudební studio Smečky. Album vyšlo v říjnu roku 2010. Je složené z 13 francouzských písní s českými texty a jedním slovenským.

## Seznam skladeb
1. Jsem snob (J'suis Snob) (Benjamin Lazare Walter/Jiří Dědeček) 03:11
2. Rozdíl (Différence) (Isabelle Mayereau/Eva Janovcová) 03:39
3. Já vím (Un Homme) (Didier Barbelivien/Jiřina Fikejzová,Pavel Vrba) 03:30
4. Tak už bal (Faut pas pleurer comme ça) (Daniel Georges Bevilacqua/Jiřina Fikejzová) 03:08
5. Motorkářka (Black Denim Trousers and Motorcycle Boots/L'Homme à la moto) (Jerry Leiber/Jan Jiráň) 02:17
6. Déšť tváře smáčí (Nantes) (Monique Serf/Pavel Kopta) 03:57
7. Lebka (Quand j'aurai du vent dans mon crane) (Serge Gainsbourg/Pavel Vrba) 03:17
8. Čímž chci říct... (La valse des lilas) (Michel Legrand/Pavel Cmíral) 02:40
9. Čas na prázdniny (Michéle) (Michel Jacques Cywie/Jiřina Fikejzová) 03:42
10. Stará píseň (La Dame brune) duet s Jarkem Nohavicou (Georges Moustaki/Jarek Nohavica) 04:48
11. Vzpomínka na Paříž (Il n'y a plus d'aprés) (Guy Isidore Beart/Jovanka Šotolová) 03:04
12. Mlýnské kolo v srdci mém (The Windmills of Your Mind) (Michel Legrand/Pavel Vrba) 03:33
13. Ten zlodej čas (Avec le temps) (Léo Ferré/Ľubomír Feldek) 04:54

## Reedice
Roku 2011 vyšla u Supraphonu reedice s přidáním DVD které obsahuje dokumentární film Mlýnské kolo Hany Hegerové a  	Kde lampy bloudí.